# Zöblen

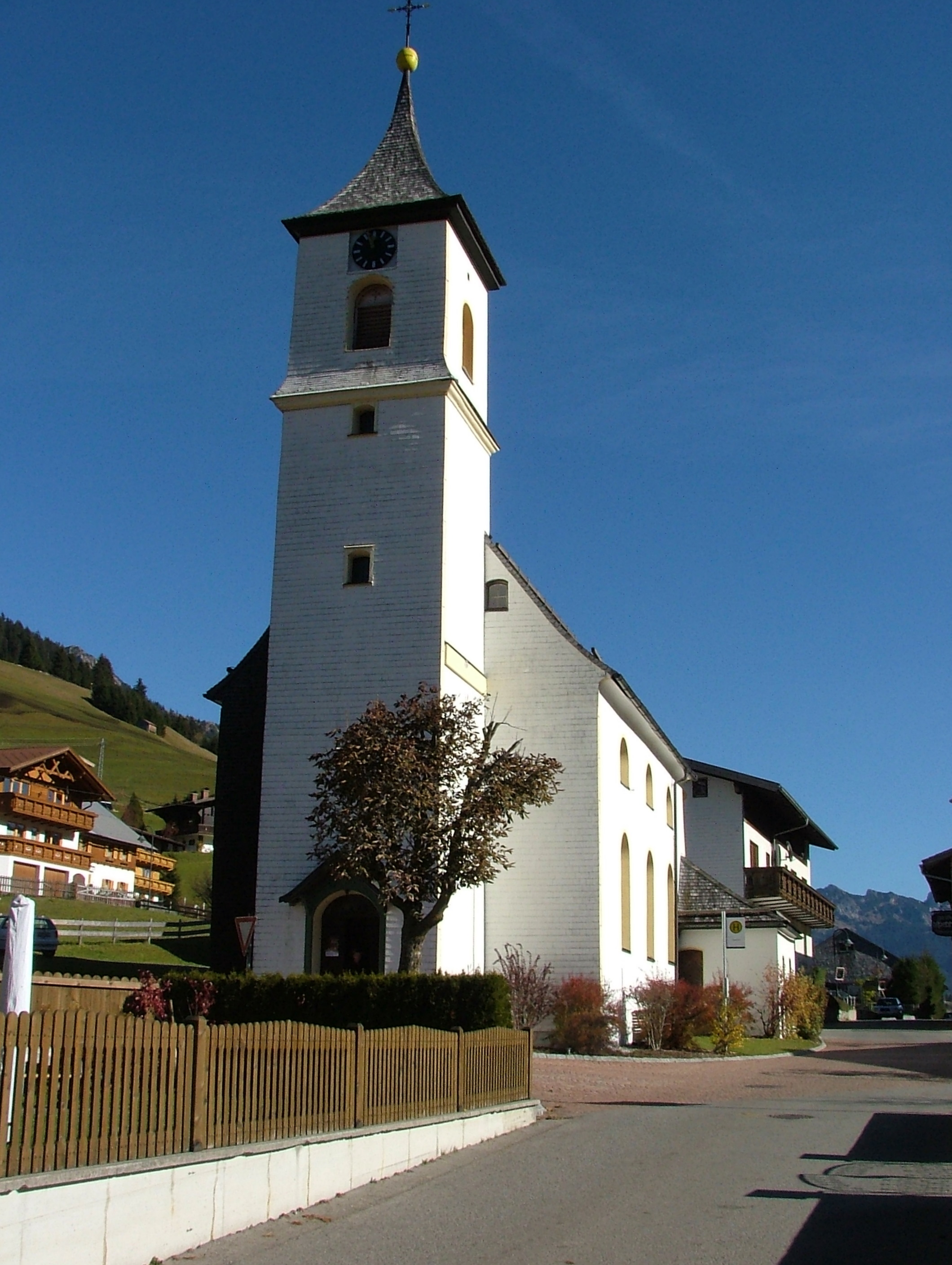

Zöblen est une commune autrichienne du district de Reutte dans le Tyrol.